# Marathon van Fukuoka 1997
De marathon van Fukuoka 1997 werd gelopen op zondag 7 december 1997. Het was de 51e editie van de marathon van Fukuoka. Aan deze wedstrijd mochten alleen mannelijke elitelopers deelnemen. De Zuid-Afrikaan Josiah Thugwane kwam als eerste over de streep in 2:07.28.

## Uitslagen

### Mannen
| rang   | naam             | land | tijd    |
| ------ | ---------------- | ---- | ------- |
| Goud   | Josiah Thugwane  | RSA  | 2:07.28 |
| Zilver | Toshiyuki Hayata | JPN  | 2:08.07 |
| Brons  | Nozomi Saho      | JPN  | 2:08.47 |
| 4      | Abel Antón       | ESP  | 2:10.27 |
| 5      | Darren Wilson    | AUS  | 2:11.06 |
| 6      | Cosmas Ndeti     | KEN  | 2:11.47 |
| 7      | Muneyuki Ojima   | JPN  | 2:12.35 |
| 8      | Hisayuki Okawa   | JPN  | 2:12.40 |
| 9      | John Kemboi      | KEN  | 2:14.08 |
| 10     | Takaki Morikawa  | JPN  | 2:14.21 |
| 11     | Belaye Wolashe   | ETH  | 2:15.00 |
| 12     | Koichi Haraguchi | JPN  | 2:15.27 |
| 13     | Tadayuki Ojima   | JPN  | 2:15.35 |
| 14     | Daisuke Tokunaga | JPN  | 2:15.45 |
| 15     | Kei Yokoyama     | JPN  | 2:16.15 |
| 16     | Noritomi Horio   | JPN  | 2:16.29 |
| 17     | Shuichi Shimazu  | JPN  | 2:16.43 |
| 18     | Norihiro Otoshi  | JPN  | 2:17.14 |
| 19     | Hiroyuki Ito     | JPN  | 2:17.17 |
| 20     | Toru Ichiki      | JPN  | 2:17.17 |
| 21     | Diego Garcia     | ESP  | 2:17.23 |
| 22     | Yoshikazu Aizawa | JPN  | 2:17.29 |
| 23     | Tetsuya Shimada  | JPN  | 2:17.31 |
| 24     | Kenji Sano       | JPN  | 2:17.52 |
| 25     | Masafumi Yorita  | JPN  | 2:18.00 |

1947 ·
1948 ·
1949 ·
1950 ·
1951 ·
1952 ·
1953 ·
1954 ·
1955 ·
1956 ·
1957 ·
1958 ·
1959 ·
1960 ·
1961 ·
1962 ·
1963 ·
1964 ·
1965 ·
1966 ·
1967 ·
1968 ·
1969 ·
1970 ·
1971 ·
1972 ·
1973 ·
1974 ·
1975 ·
1976 ·
1977 ·
1978 ·
1979 ·
1980 ·
1981 ·
1982 ·
1983 ·
1984 ·
1985 ·
1986 ·
1987 ·
1988 ·
1989 ·
1990 ·
1991 ·
1992 ·
1993 ·
1994 ·
1995 ·
1996 ·
1997 ·
1998 ·
1999 ·
2000 ·
2001 ·
2002 ·
2003 ·
2004 ·
2005 ·
2006 ·
2007 ·
2008 ·
2009 ·
2010 ·
2011 ·
2012 ·
2013 ·
2014 ·
2015 ·
2016 ·
2017